# Antiquarium del Palatino
L'Antiquarium del Palatino (anche noto come Museo Palatino) è un museo situato sul colle Palatino a Roma. Fondato nella seconda metà del XIX secolo, esso ospita sculture, frammenti di affreschi e del materiale archeologico scoperto sul colle.

## Storia
Il primo Antiquarium del Palatino fu creato nella seconda metà del XIX secolo da Pietro Rosa, al piano terra di un edificio costruito dai Farnese. Esso ospitava delle sculture messe in luce durante gli scavi effettuati per conto di Napoleone III. Nel 1882 l'edificio fu demolito da Rodolfo Lanciani per consentire il collegamento fra l'area archeologica del Foro Romano e quella del Palatino. In questo frangente, le collezioni furono trasferite al Museo nazionale romano delle Terme di Diocleziano, dopo essere state catalogate da Gherardo Ghirardini.

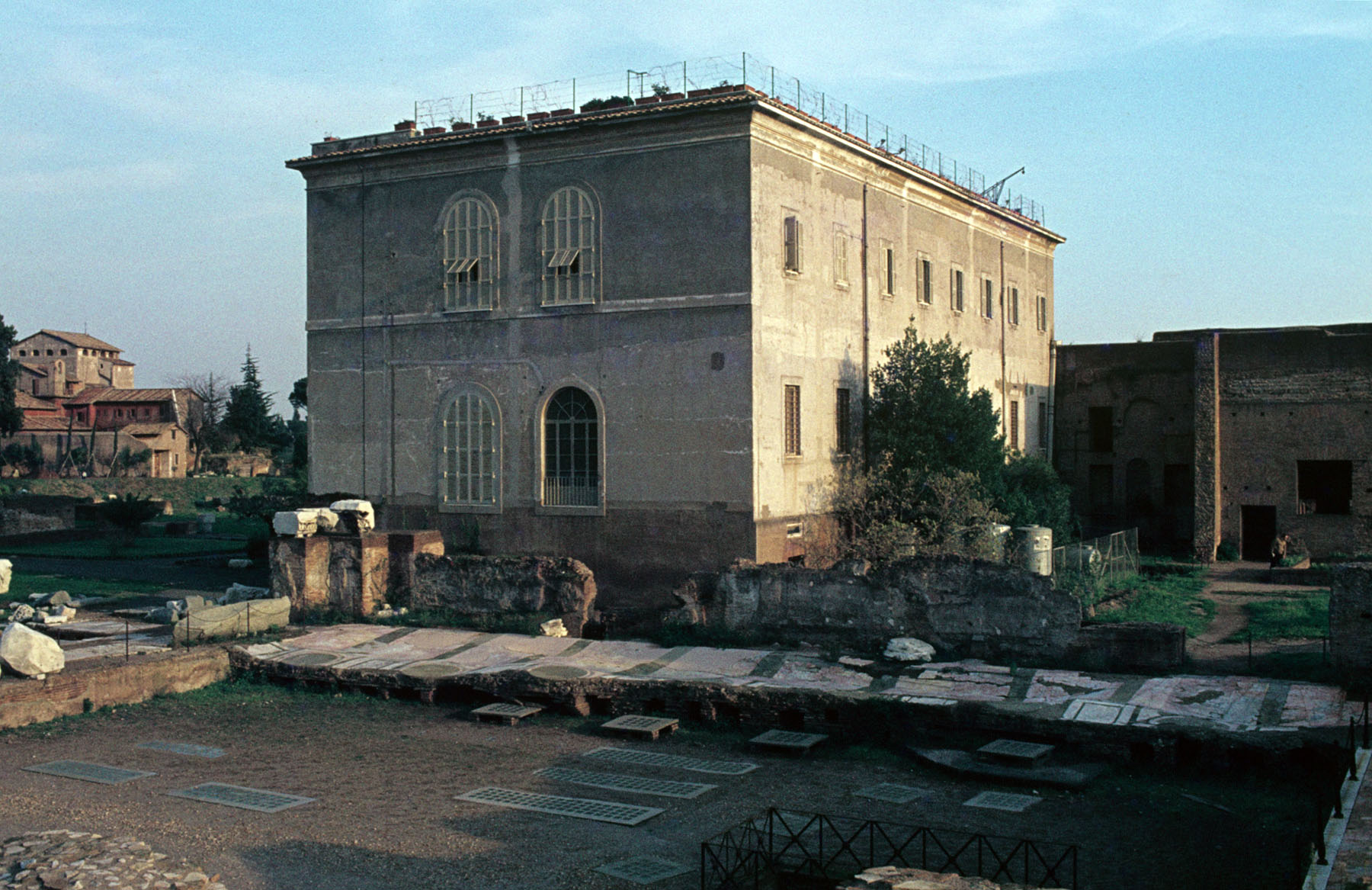
L'Antiquarium Palatino in una foto del 1987

Negli anni 1930, su iniziativa dell'archeologo Alfonso Bartoli (direttore degli scavi sul Palatino e scopritore di numerosi oggetti sul sito della Domus Augustana), fu creata una nuova sede, usando le parti rimanenti della demolita Villa Mills. Bartoli riuscì a riportare sul Palatino una parte delle sculture da qui provenienti che si trovavano al Museo delle Terme, e le espose in un edificio costruito a partire dal 1868 per le suore della Visitazione sopra le strutture appartenenti all'antico palazzo imperiale di Diocleziano, laddove si raccordavano la Domus Flavia e la Domus Augustana.
Le raccolte furono nuovamente spostate durante la seconda guerra mondiale per ragioni di sicurezza, divenendo poi l'oggetto di un nuovo conflitto d'attribuzione tra l'Antiquarium del Palatino e il Museo Nazionale Romano. Quest'ultimo voleva infatti mantenere al proprio interno le opere più belle. Il dicastero all'epoca competente (ovvero il Ministero dell'istruzione, proprietario di entrambe le istituzioni), diede ragione al Museo Nazionale, sostenendo che i visitatori del Palatino fossero interessati primariamente ai luoghi visitati e secondariamente al museo ivi ospitato.
La riorganizzazione del Museo Nazionale Romano, in seguito alla legge del 1981 sul patrimonio archeologico di Roma, determinò dunque il ritorno all'Antiquarium dei materiali ritrovati sul Palatino. Il museo è stato interamente riorganizzato sotto l'egida della Soprintendenza Speciale per i Beni Archeologici di Roma per presentare un panorama dei gusti artistici imperiali da Augusto alla tarda antichità.
Dal 2016, con l'istituzione del Parco archeologico del Colosseo, l'Antiquarium del Palatino è passato alle pertinenze dell'ente suddetto.

## Raccolte
L'edificio comprende due piani, ciascuno composto da quattro stanze. Il piano terra è dedicato al Palatino dalle origini all'epoca repubblicana, mentre il primo piano è dedicato alle opere di epoca imperiale.

### Piano terra
Le sale dalla I alla III racchiudono oggetti di pietra (sala I), che attestano una frequentazione umana del Palatino a partire dal Paleolitico medio e, proseguendo, nel Paleolitico superiore. Sono pure state rinvenute le tracce di un villaggio di capanne risalente almeno all'VIII secolo a.C.: esse consistono in vasi e altri utensili realizzati in impasto, di fabbricazione locale. Tra l'altro, le sale comprendono anche i modelli delle capanne, il contenuto di una tomba infantile datata al principio del VII secolo a.C. e un muro che permette la ricostruzione della stratigrafia della capanna A, cioè le diverse scoperte ordinate dalle più recenti alle più antiche, seguendo l'ordine in cui sono state rinvenute.
Nella sala IV sono esposte le opere di epoca arcaica e repubblicana. Fra di esse vi sono un altare dell'epoca di Silla dedicato "a un dio o a una dea", formulazione vaga che si ritrova altrove e che probabilmente è destinata a nascondere ai suoi nemici il vero nome del dio venerato. Sono esposte anche parecchie antefisse in terracotta policroma di varie epoche, rappresentanti Giunone Sospita e, forse, Giove e Apollo.

### Primo piano

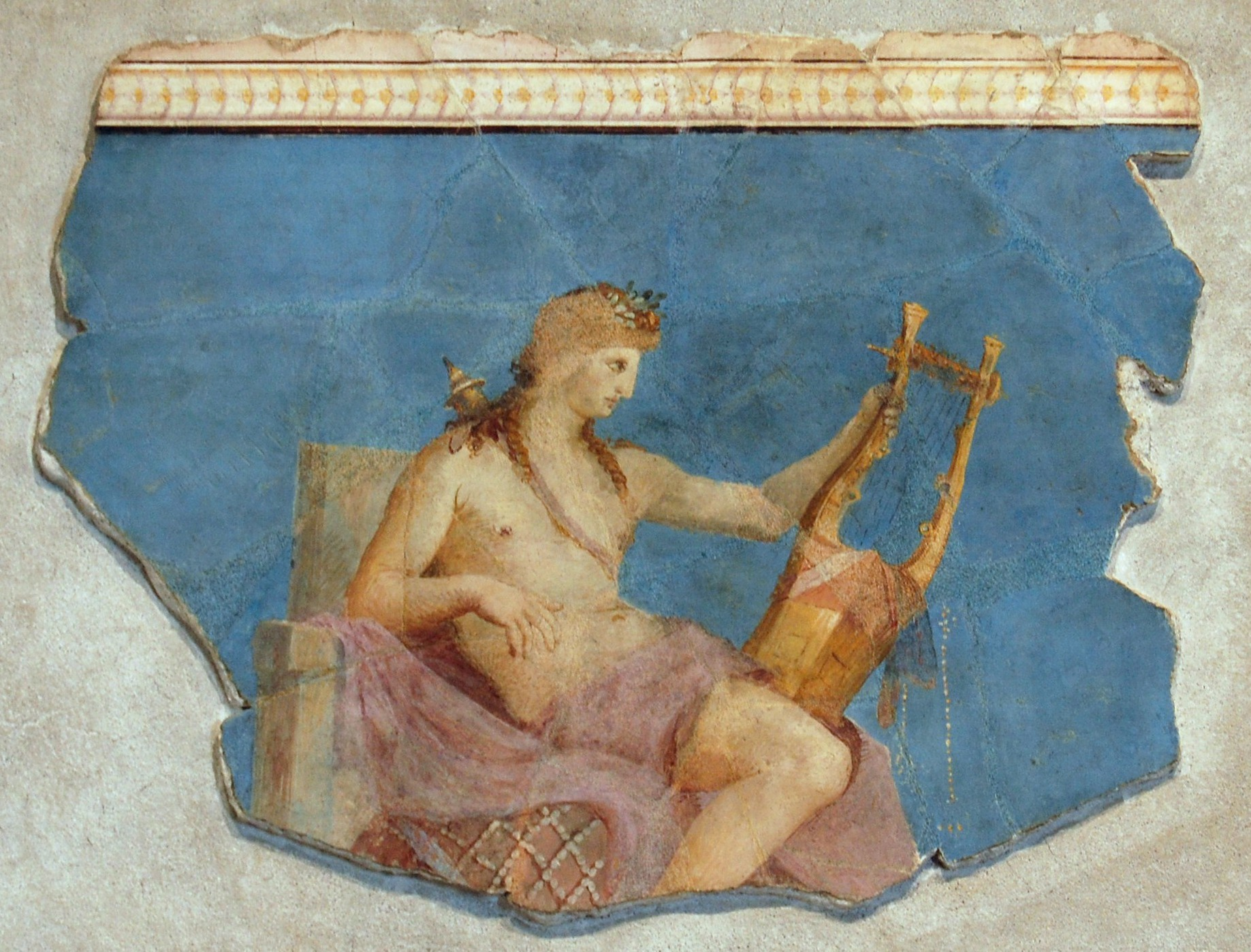
Apollo citaredo, affresco scoperto negli scavi delle Scalae Ceci

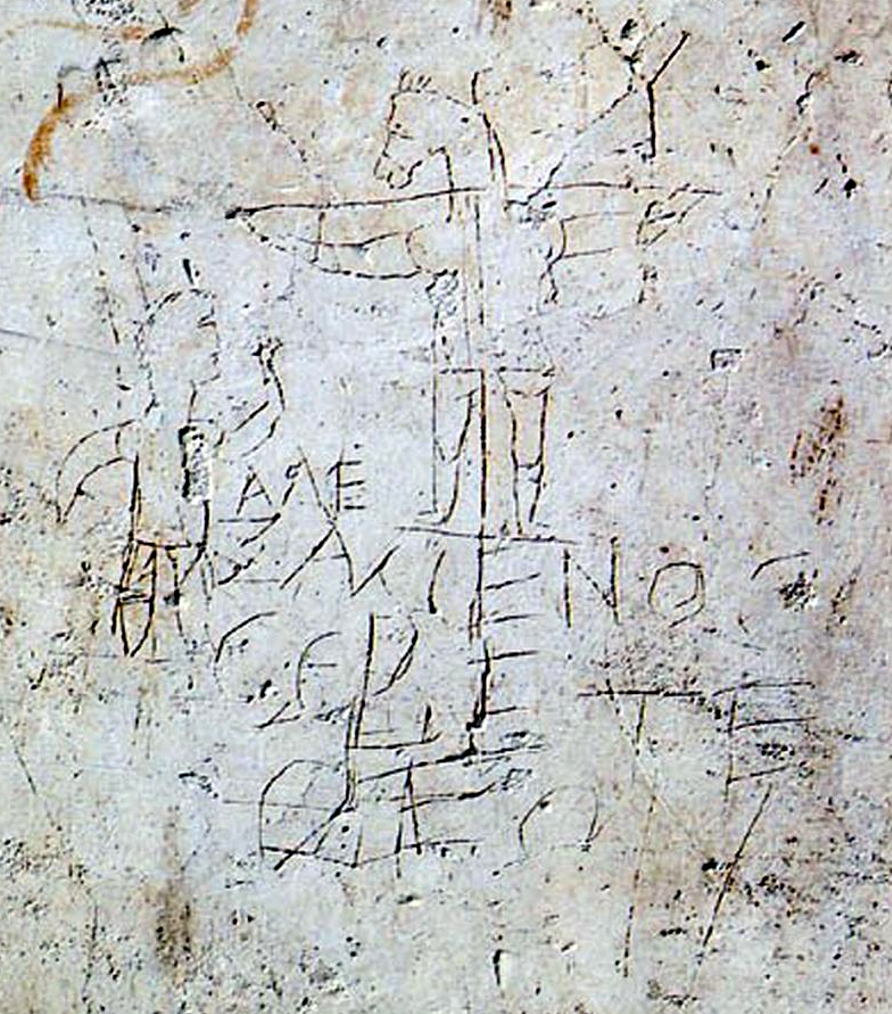
Graffito di Alessameno, III secolo, un asino crocifisso e il commento "Alessameno venera (il suo) dio" suggerisce che questo disegno rappresenti un Romano convertito al Cristianesimo.

Nella sala V sono esposte opere dell'epoca di Augusto. In particolare, vi sono una statua di Hermes eclettico, che si rifà agli scultori greci Lisippo e Policleto, e una statua di atleta vittorioso in basalto, probabilmente commissionata da Ottaviano dopo la Battaglia di Azio, che rende testimonianza dei gusti classici dell'epoca. Alcune antefisse e alcune placche in bassorilievo testimoniano l'esercizio dell'arte della terracotta, ereditata dagli Etruschi. Un affresco, portato alla luce nel 1950 tra gli scavi delle Scalae Caci, rappresenta Apollo coronato d'alloro, seduto su un trono, con la citara in mano, in prossimità all'omphalos.
Nella sala VI si trovano pitture e decorazioni in opus sectile provenienti dalla Domus Transitoria, fatta edificare da Nerone e poi ricoperta dalla Domus Flavia.
Le sale VII e VIII raggruppano opere a partire dall'età giulio-claudia fino alla Tetrarchia. Tra di esse vi sono parecchi ritratti, dei quali i principali sono quelli di Nerone, Agrippina Minore, Antonino Pio, Adriano e Marco Aurelio.
Vi si trova anche il celebre Graffito di Alessameno, scoperto nel Paedagogium nel 1857, trasferito dapprima al Museo kircheriano e poi al Museo Nazionale Romano, prima di essere infine restituito all'Antiquarium del Palatino nel 1946. Il disegno, grossolano nei tratti, rappresenta un personaggio dalla testa di asino crocifisso e alla sua sinistra un altro personaggio con il braccio sollevato. Le due figure sono separate da un'iscrizione in greco che recita: "Alessameno venera [il suo] dio". L'opera, datata al III secolo,, diede origine a molteplici controversie. In generale, si considera che si trattasse di una raffigurazione a fini di derisione nei confronti di un cristiano accusato di praticare l'onolatria, vale a dire l'adorazione di un asino (oppure l'Onocoete), convinzione riportata anche da Tertulliano.
La sala IX è una galleria che raggruppa copie romane di statue greche, provenienti dai palazzi imperiali del Palatino.